# Metamorfosis
Metamorfosis este un oraș în Grecia.